# Silke Spiegelburg
Silke Spiegelburg (* 17. März 1986 in Georgsmarienhütte) ist eine ehemalige deutsche Stabhochspringerin. Sie hält seit 2012 mit 4,82 m den deutschen Rekord und ebenso mit 4,77 m den deutschen Hallenrekord (Stand: Juli 2024).

## Berufsweg
Spiegelburg studierte Gesundheitsökonomie und schloss ihr Studium als Bachelor of Science an der Universität zu Köln ab.

## Sportliche Karriere
Spiegelburg gewann bei den Jugendweltmeisterschaften 2001 in Debrecen (U18) sowie bei den Junioreneuropameisterschaften 2003 in Tampere (U20) die Goldmedaille. Mit 18 Jahren qualifizierte sie sich für die Olympischen Spiele 2004 in Athen und belegte dort den 13. Platz. 2005 wurde sie Deutsche Meisterin, gewann im gleichen Jahr bei den U20-Europameisterschaften in Kaunas erneut Gold und brach am 26. August 2005 in Münster mit 4,48 m den Juniorenweltrekord von Jelena Issinbajewa.
Bei den Hallenweltmeisterschaften 2006 in Moskau wurde Spiegelburg Achte, verteidigte ihren nationalen Titel und wurde Sechste bei den Europameisterschaften 2006 in Göteborg. 2007 wurde sie erneut Deutsche Meisterin, scheiterte aber bei den Weltmeisterschaften 2007 in Osaka im Finale an der Anfangshöhe.
Am 11. Juli 2008 stellte Spiegelburg beim Golden-League-Meeting in Rom mit 4,70 m eine persönliche Bestleistung auf. Kurz darauf wurde sie für die Olympischen Spiele 2008 in Peking nominiert, wo sie mit 4,65 m den siebten Platz belegte. Zum Abschluss der Saison 2008 gewann sie beim IAAF-Weltfinale der Leichtathletik in Stuttgart, wo sie erneut 4,70 m überquerte. Bei den Weltmeisterschaften 2009 in Berlin belegte sie Platz vier, wobei sie mit 4,65 m die gleiche Höhe übersprang wie die beiden Zweitplatzierten Monika Pyrek (Polen) und Chelsea Johnson (USA), hierfür jedoch einen Versuch mehr benötigte.
Bei den Halleneuropameisterschaften 2009 in Turin verbesserte sie den deutschen Hallenrekord um vier Zentimeter auf 4,75 m und gewann die Silbermedaille. Am 26. Juni 2010 verbesserte sie ihre Bestleistung um einen Zentimeter auf 4,71 m. Kurze Zeit später wurde sie wieder Deutsche Meisterin und einen Monat später Zweite bei den Europameisterschaften 2010 in Barcelona. Eine weitere Verbesserung in der Halle gelang ihr 2011 beim Hallenmeeting in Karlsruhe, als sie 4,76 m meisterte.
Bei den Deutschen Meisterschaften 2012 im Bochumer Stadtteil Wattenscheid wurde sie mit 4,70 m Deutsche Meisterin. Bei den Europameisterschaften 2012 in Helsinki wurde sie mit einer Höhe von 4,50 m Vierte. Am 20. Juli 2012 gewann sie das Springen beim Diamond League Meeting in Monaco und stellte mit übersprungenen 4,82 m einen neuen deutschen Rekord auf.
Bei den Olympischen Spielen 2012 in London blieb für sie nur der vierte Platz. Am 7. September 2012 siegte sie beim Finale der Diamond League in Brüssel mit übersprungenen 4,75 m und gewann damit wie 2011 die Gesamtwertung der Serie.
Bei den Weltmeisterschaften 2013 in Moskau wurde Spiegelburg mit 4,75 m wie schon bei den Europameisterschaften und Olympischen Spielen Vierte. Wie in den beiden Vorjahren gewann sie die mit 40.000 US-Dollar dotierte Gesamtwertung der Diamond League. Mit einer Saisonbestleistung von 4,79 m überholte sie beim Saisonabschluss in Zürich die Diamond-Race-führende Yarisley Silva.
2014 wurde sie Deutsche Hallenmeisterin mit einer übersprungenen Höhe von 4,61 m, und war Siebtplatzierte bei den Hallenweltmeisterschaften in Sopot mit 4,65 m.
2015 erreichte Spiegelburg den dritten Platz bei den Deutschen Meisterschaften und wurde Vizeteameuropameisterin, wozu sie durch ihren Sieg im Stabhochsprung mit einem Meisterschaftsrekord von 4,75 m beitrug. Mit dieser Höhe führte sie auch am Jahresende die deutsche Bestenliste an. 2016 war Spiegelburg Deutsche Hallenmeisterin.
2017 wurde sie mit 4,55 m Deutsche Vizemeisterin und erfüllte damit auch die Norm für die Weltmeisterschaften in London, wo sie mit 4,35 m und Platz 14 in der Qualifikation ausschied. Mitte Januar 2018 musste Spiegelburg die Hallensaison auf Grund einer Entzündung im Fuß beenden, wegen der sie auch die Heim-Europameisterschaften in Berlin verpasste.
Am 1. Oktober 2018 gab Spiegelburg ihr sportliches Karriereende bekannt.
Nach ihrem Karriereende begann Spiegelburg eine neue Tätigkeit als Trainerin für den Stabhochsprung, zunächst beim VfB Stuttgart, ab 2021 als Nachfolgerin ihres verstorbenen Vaters bei der LG Brillux Münster.
Silke Spiegelburg hatte bei einer Größe von 1,73 m ein Wettkampfgewicht von 62 kg.

## Vereinszugehörigkeiten
Bis 2005 gehörte Spiegelburg dem TV Lengerich an, seitdem startet sie für den TSV Bayer 04 Leverkusen. Viele Jahre waren ihre Trainer Leszek Klima und ihr Vater Ansgar Spiegelburg († 2020). Zuletzt trainierte sie bei Micky Corucle und ihrem Bruder Richard Spiegelburg in Stuttgart.

## Familie
Ihre drei Brüder Henrik, Christian und Richard Spiegelburg betätigten sich ebenfalls beim Stabhochsprung. Ihre Mutter Frederike war Fünfkämpferin und 400-Meter-Hürden-Läuferin. 2012 heiratete sie den Sprinter Jan Schmalz. 2019 wurde Silke Spiegelburg Mutter.

## Leistungsentwicklung
|      | Freiluft  |
| 2001 | 4,00 m    |
| 2002 | 4,20 m    |
| 2003 | 4,15 m    |
| 2004 | 4,41 m    |
| 2005 | 4,48 m    |
| 2006 | 4,56 m    |
| 2007 | 4,60 m    |
| 2008 | 4,70 m    |
| 2009 | 4,70 m    |
| 2010 | 4,71 m    |
| 2011 | 4,75 m    |
| 2012 | 4,82 m DR |
| 2013 | 4,79 m    |
| 2014 | 4,50 m    |
| 2015 | 4,75 m    |
| 2016 | 4,50 m    |
| 2017 | 4,55 m    |
| 2018 | 4,30 m    |

- Bestleistung im Freien: 4,82 m (Monaco, 20. Juli 2012)
- Bestleistung in der Halle: 4,77 m (Leverkusen, 15. Januar 2012)